# Пестинград
Пестингра́д (серб. Пестинград) — горная вершина в массиве Ловчен, Черногория. Обладает высотой в 1009 метров.

## География
Хотя Пестинград формально частью Национального парка «Ловчен» и не является, расположен он в одноимённом горном массиве. Пик относят к общине Котор. Находится над Которским заливом.
Имеет форму гряды, западный склон очень крутой, восточный, напротив, плавно переходит в плато.
Является одним из гребнев Джеринского Врха.
Высота горы составляет 1009 м.

## Легенда
Согласно легенде, на склоне горы во дворце жила нимфа Алкима. Считалось, что во дворец на можно было попасть через «ворота», но сделать это представлялось возможным только на рассвете или закате.

## Туризм
Пестинград является довольно популярным объектом туризма. Рядом (1,5 км. от вершины) находится город Негуши, расположенный в местности Крштач.
Пиковыми месяцами являются май и апрель. Существует несколько альпинистских маршрутов.

## Забег
Каждый год на вершину проводится забег под названием «Kotor Vertical Extreme». Ежегодно в нём принимает участие около 200—300 человек.